# Silverado
Silverado – amerykański film fabularny (western) z 1985 roku.

## Główne role
- Kevin Kline – Paden
- Scott Glenn – Emmett
- Kevin Costner – Jake
- Danny Glover – Malachi „Mal” Johnson
- John Cleese – John T. Langston, szeryf Turley
- Rosanna Arquette – Hannah
- Amanda Wyss – Phoebe
- Rusty Meyers – Conrad
- James Gammon – Dawson
- Lynn Whitfield – Rae Johnson
- Brian Dennehy – Cobb, szeryf Silverado
- Linda Hunt – Stella
- Jeff Goldblum – „Slick” Calvin Stanhope
- Patricia Gaul – Kate Hollis

## Fabuła
Emmett wyszedł z więzienia. Wyrusza do Silverado szukać swojej siostry i jej rodziny. Wpada w pułapkę zastawioną przez rewolwerowców nasłanych przez McKendricka, syna bogatego farmera, za zabójstwo którego Emmett trafił za kratki. Wychodzi cało z opresji i ratuje życie Padenowi, który dołącza do niego. Trafiają do Turley, gdzie znajduje się brat Emmeta, Jake. Wyciąga go z więzienia i zabierają ze sobą czarnoskórego Mala. Na miejscu okazuje się, że miasto jest opanowane przez skorumpowanego szeryfa i bandę zabijaków. Czterej bohaterowie wypowiadają mu wojnę.

## Nagrody i nominacje
Oscary za rok 1985
- Najlepsza muzyka – Bruce Broughton (nominacja)
- Najlepszy dźwięk – Donald O. Mitchel, Rick Kline, Kevin O’Connell, David M. Ronne (nominacja)